# Jean-Luc Hudsyn
Jean-Luc Hudsyn (ur. 26 lutego 1947 w Uccle) – belgijski duchowny rzymskokatolicki, biskup pomocniczy Mechelen-Brukseli w latach 2011–2023.

## Życiorys
Święcenia kapłańskie otrzymał 24 czerwca 1972 i został inkardynowany do archidiecezji mecheleńsko-brukselskiej. Po święceniach został wikariuszem jednej z brukselskich parafii oraz duszpasterzem akademickim stołecznych studentów. Od 1985 pracował w wikariacie Brabancji Walońskiej, a w 2010 został wikariuszem biskupim dla tego rejonu.
22 lutego 2011 papież Benedykt XVI mianował go biskupem pomocniczym archidiecezji mecheleńsko-brukselskiej, ze stolicą tytularną Apt. Sakry biskupiej udzielił mu abp André-Joseph Léonard. 22 listopada 2023 papież Franciszek przyjął jego rezygnację z urzędu.